# Edward Brerewood
Edward Brerewood (ou Bryerwood), est un érudit, mathématicien et antiquaire anglais, né à Chester en 1565, et mort dans le collège de Gresham le 4 novembre 1613. Mathématicien et logicien, il a écrit un livre influent sur l'origine des langues.

## Biographie
Il est le fils de Robert Brerewood qui a été trois fois maire de Chester. Il a commencé ses études au King's School de Chester. En 1581, il a poursuivi ses études au Brasenose College de l'université d'Oxford. Il est reçu bachelor of arts le 15 février 1587, master of arts le 9 juillet 1590. Il change ensuite pour St Mary Hall de l'université d'Oxford.
En 1596, il est choisi pour être le premier professeur d'astronomie du collège Gresham de Londres. Il a vécu dans cette ville comme il le faisait à Oxford, retiré du monde, entièrement consacré à ses études.
Edward Brerewood a été membre de la Old Society of Antiquaries.
Il est mort le 4 novembre 1613 au collège de Gresham. Il a été inhumé dans l'église St Helen's Bishopsgate.
Thomas Brerewood (en) (vers 1670 - 22 décembre 1746) est le petit-fils de Sir Robert Brerewood.

## Influence
Dans Enquiries touching the diversity of languages and religions, through the chief parts of the world, Edward Brerewood défend l'idée que les Amérindiens sont des descendants des Tatars et rejette la théorie de Guillaume Postel qui voyait dans les Tatars des descendants des dix tribus perdues. Il a essayé de quantifier le nombre de chrétiens dans le monde. Il a estimé que sur un ensemble composé de 30 parts, les païens en ont 19, les musulmans comptent pour 6 parts et les chrétiens 5 parts. Ces estimations étaient encore reprises par John Wesley. Richard Simon, ayant lu la traduction française du livre, a écrit un manuscrit Additions aux « Recherches curieuses sur la diversité des langues et religions » d'Edward Brerewood dont une copie a été retrouvée dans la bibliothèque de l'université de Leyde par Jacques Le Brun et John D. Woodbridge et publiée par eux en 1983.

## Publications
Edward Brerewood n'a jamais voulu donner ses ouvrages au public. Ils ont été publiés après sa mort par ses parents et ses amis.
- De ponderibus et pretiis veterum nummorum, eorumque cum recentioribus collatione, Londres, 1614, imprimé par son neveu, Robert Brerewood. Il a été ensuite publié dans la Biblia Polyglotta de Brian Walton et dans le volume 8 des Critici sacri de Londres et dans le volume 6 de l'édition de Francfort.
- Enquiries touching the Diversities of Languages and Religions through the chief parts of the world (Recherches sur la diversité des langues et des religions dans les principales parties du Monde), publiées à Londres en 1614, 1623 et 1635. Ce livre a été traduit en français par J. de la Montagne, à Paris, en 1640, et à Saumur, en 1662, en latin sous le titre Scrutinium religionum & linguarun, en 1650 et 1679, en allemand, en 1655, par Wilhelm Smeeth.
- Elementa Logicæ, in gratiam studiosæ juventutis in academia Oxoniensi, Londres, 1614, 1615, 1628 &c.
- Tractatus quidam logici de prædicabilibus, et prædicamentis, Oxford, 1628, 1637, &c. Ce livre a été publié pour la première fois par Thomas Sixesmith, Master ès arts, fellow de Brasenose College, Oxford. Un manuscrit de ce livre est conservé dans la bibliothèque de Queen's College de cette université.
- Tractatus duo: quorum primus est de meteoris, secundus de oculo, Oxford, 1631, 1638, publié par Thomas Sixesmith.
- A Treatise of the Sabbath, Oxford, 1630, 1631. Ce livre a été écrit comme une lettre à Nicholas Byfield (en), prédicateur à Chester, occasionné par un sermon sur la moralité du sabbat. Il a été écrit en 1611. Une réponse a été rédigée par le frère de Nicolas, Richard Byfield (en).
- Mr. Byfield's Answer, with Mr. Brerewood's Reply, Oxford, 1631.
- A second Treatise of the Sabbath, ou Explication of the Fourth Commandment, Oxford, 1632.
- Commentarii in Ethica Aristotelis, Oxford, 1640.
- A Declaration of the Patriarchal Government of the antient Church (Le gouvernement patriarcal de l'ancienne église établi dans une réponse à quatre questions), Oxford, 1641, Londres, 1647, Brême, 1701. Ce livre a été traduit en latin et imprimé avec deux opuscules de Iacobus Usserius, de Episcoporum & Metropolitanorum origine, et De Asia proconsulari, Londres, 1687.

## Source
- (en) Cet article est partiellement ou en totalité issu de l’article de Wikipédia en anglais intitulé « Edward Brerewood » (voir la liste des auteurs).